# عزلة أملح آل سالم (صعدة)

تعديل مصدري - تعديل

عزلة املح ال سالم هي إحدى عزل مديرية كتاف والبقع في محافظة صعدة اليمنية ويبلغ تعداد سكانها 10481 نسمة حسب التعداد السكاني في اليمن لعام 2004.

## روابط خارجية
- الجهاز المركزي للإحصاء بالجمهورية اليمنية
- المركز الوطني للمعلومات باليمن
- World Gazetteer:Yemen
- الدليل الشامل